# Jordbävningen i Kashmir 2005
Jordbävningen i Kashmir 2005 var en kraftig jordbävning. Den ägde rum den 8 oktober 2005 med epicentrum i Kashmir och en uppmätt magnitud på 7,6. Över 85 000 människor omkom i jordbävningen, och cirka fyra miljoner blev hemlösa.

## Förlopp
Skalvet inleddes klockan 08:50 (lokal tid) och uppmättes till 7,6 på Richterskalan. Skalvet var visserligen betydligt svagare än jordbävningen den 26 december 2004 i Indiska Oceanen, som uppmättes till 9,0 (ett stegs ökning på Richterskalan motsvarar en 32 gånger större energimängd), men var ändå en mycket kraftig jordbävning.
Epicentrum var beläget i den av Pakistan kontrollerade delen av Kashmir, 19 km nordöst om Muzaffarabad. Skalvet utlöstes 19 km under markytan och kändes över större delen av norra Pakistan och Indien.
Efter något dygn stod det klart att även denna jordbävning orsakat en enorm katastrof. Det finns ingen exakt officiell dödssiffra, men enligt pakistanska myndigheter omkom över 85 000 människor – på den indiska sidan av gränsen ytterligare drygt 1 300 människor. Därutöver skadades över 100 000 människor och fyra miljoner människor blev hemlösa. Tragedin blev än värre av att många av de dödade var barn som omkom när deras skolor kollapsade.
Jordbävningen är en av de allra värsta det senaste halvseklet, och den inträffade mindre än ett år efter den förödande jordbävningen i Indiska Oceanen som krävde minst 250 000 liv. Räddningsarbetet försvårades av den mycket bergiga terrängen (Kashmir genomkorsas av Himalaya och Karakorum). De flesta vägar var antingen förstörda eller blockerade av jordskred, och det dröjde mycket lång tid innan hjälpen nådde fram till avlägset belägna byar uppe i bergen – varav många jämnades med marken.
Efter att Pakistan vädjat om hjälp från omvärlden om bistånd i räddningsarbetet strömmade hjälp in initialt från hela världen men dessvärre har många länder inte uppfyllt sina löften om de mer långsiktiga hjälpinsatserna. Då vintern är sträng uppe i bergen fruktade många att dödssiffran skulle komma att stiga drastiskt under de efterföljande månaderna. I värsta fall kommer den slutgiltiga dödssiffran att hamna långt över 100 000.
Bristen på uppfyllda löften om långsiktig hjälp från omvärlden (framförallt västvärlden) har gjort att kritiker hävdar att i praktiken värdesätter människor i väst de pakistanska människornas liv mycket mindre än de värdesätter människor i väst. Att hjälpen strömmade in i en aldrig sinande ström till de drabbade i Sydostasien hävdar de bara bero på att även tusentals västerlänningar dödades av tsunamin.

## De värst drabbade områdena

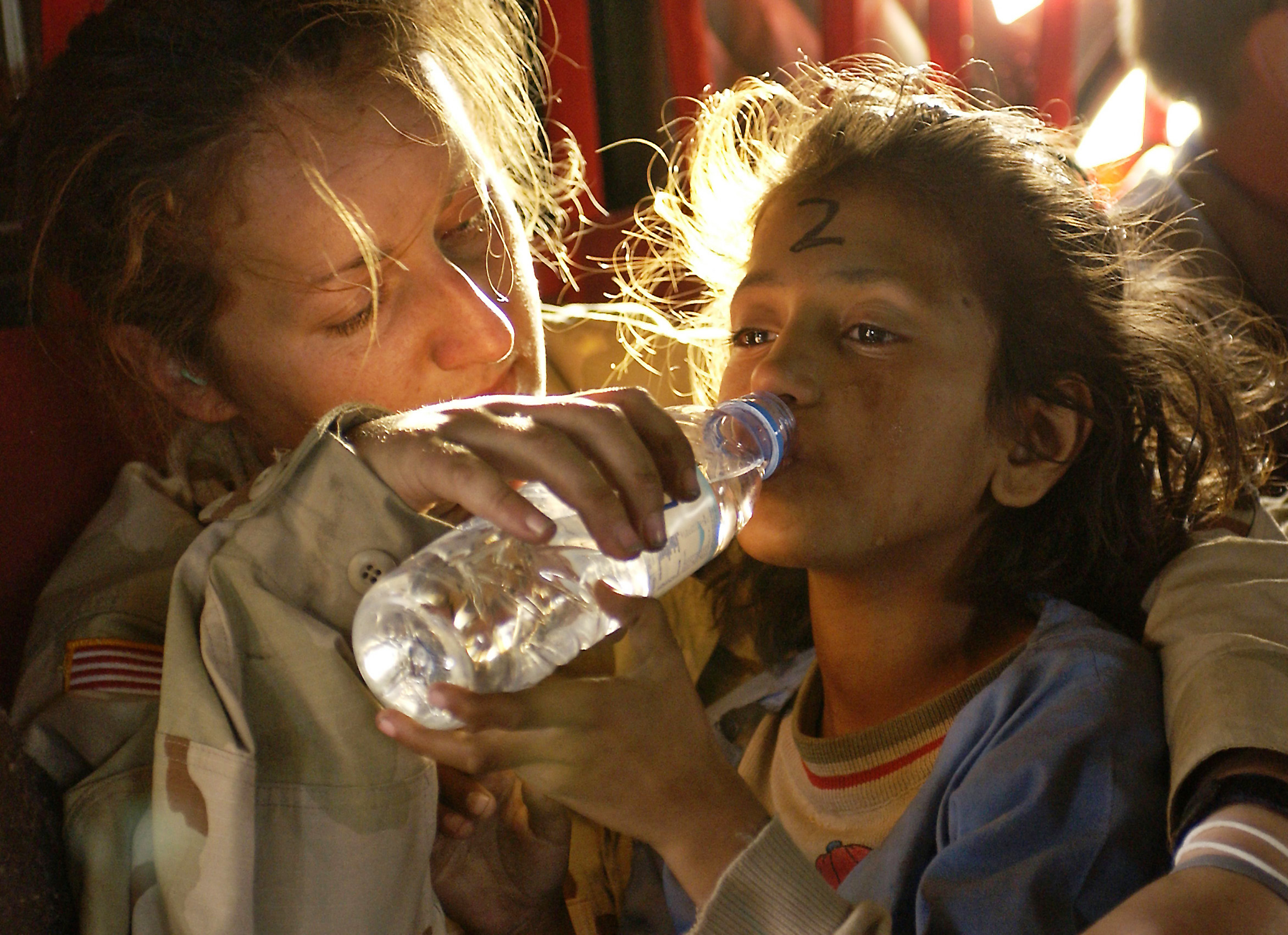
Sgt. Kornelia Rachwal från USA:s armé ger en ung pakistansk flicka vatten medan de flygs från Muzaffarabad till Islamabad, Pakistan, den 19 oktober. Just Muzaffarabad drabbades mycket hårt av jordbävningen, med över 50 procent av bebyggelsen totalförstörd, nära belägen jordbävningens epicentrum.

Muzaffarabad (huvudstaden i pakistanska Kashmir) drabbades mycket hårt med över 50 procent av bebyggelsen totalförstörd. Staden var belägen nära jordbävningens epicentrum. Staden Balakot i Nordvästra gränsprovinsen blev nästan totalförstörd. Allra värst drabbades ändå landsbygden och byarna uppe i bergen, som i många fall blev helt utraderade. En del begravdes under väldiga jordskred utlösta av jordbävningen. Totalt beräknas hundratusentals byggnader och hus ha blivit förstörda. Stora delar av infrastrukturen förstördes också.
På den indiska sidan drabbades staden Uri värst med 1 500 hus totalförstörda.